# هانوفر (کانزاس)
هانوفر (به انگلیسی: Hanover) شهری در ایالت کانزاس کشور ایالات متحده آمریکا است که جمعیت آن در سرشماری سال ۲۰۱۰ میلادی، ۶۸۲ نفر بوده‌است.